# St. Nikolaus (Machtsum)

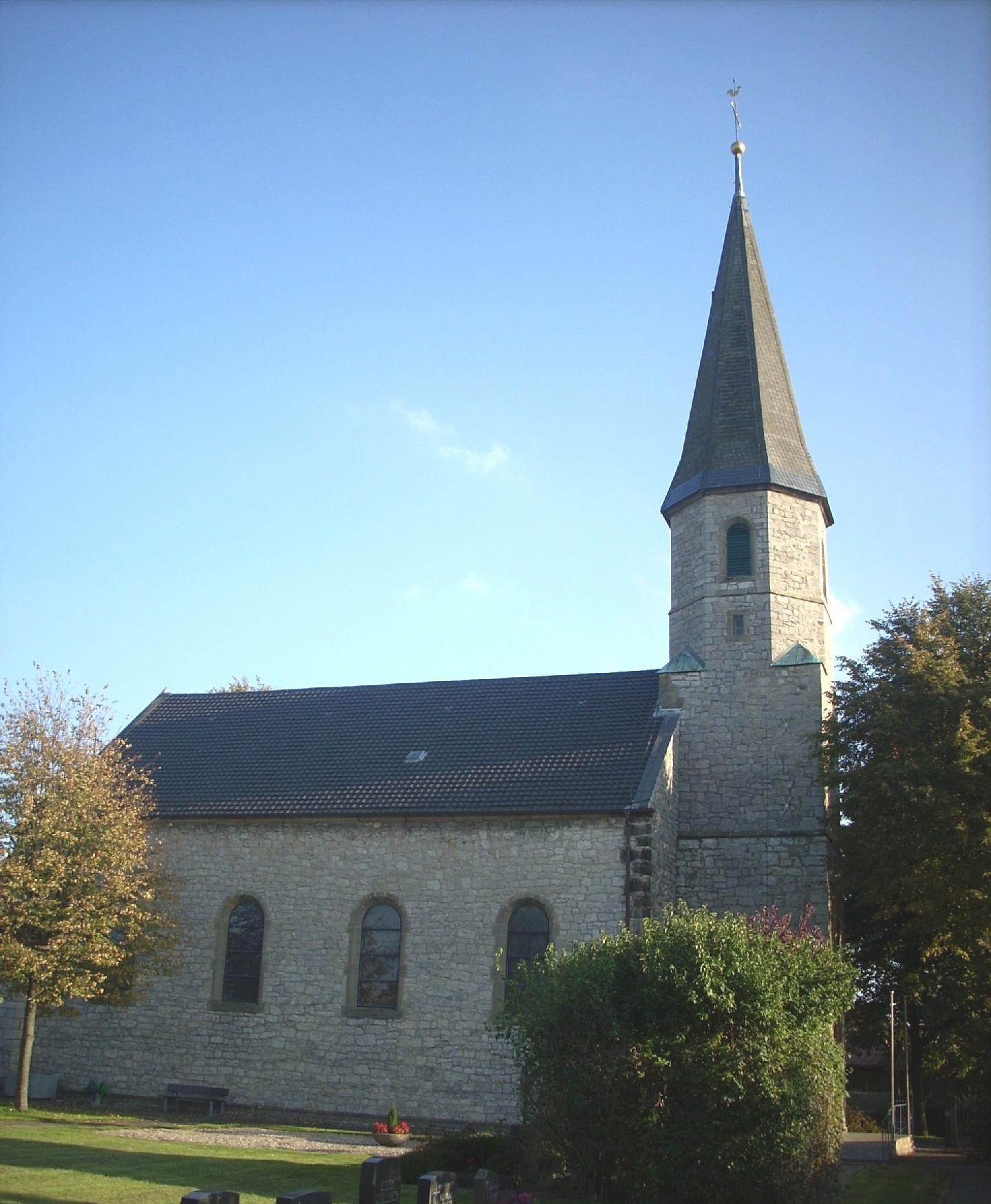
Außenansicht

Die Kirche Sankt Nikolaus ist die Kirche in Machtsum, einem Ortsteil der Gemeinde Harsum im Landkreis Hildesheim in Niedersachsen. Die römisch-katholische Kirche gehört zur Pfarrgemeinde St. Martinus mit Sitz in Borsum, im Dekanat Borsum-Sarstedt des Bistums Hildesheim. Die nach dem heiligen Nikolaus von Myra benannte Kirche befindet sich in der Lindenallee 2 (Ecke Bettmarer Straße).

## Geschichte
Machtsum gehörte zum Archidiakonat Borsum, später Dekanat Borsum. Die 1301 von Domvikar Alexius gestiftete und erbaute Kapelle wurde vermutlich nach Bränden und Kriegsereignissen zweimal erneuert. Zunächst hatte das Hildesheimer Domkapitel das Patronatsrecht, später ging es auf das Archidiakonat Borsum über. Vermutlich hatte auch schon die Kapelle, die sich in leicht erhöhter Lage mitten im Dorf befand und einen Dachreiter besaß, den heiligen Nikolaus als Schutzpatron. Auch über die Reformation hinaus blieb Machtsum katholisch. 1896 erfolgte der Abriss der Kapelle, das Kirchengestühl wurde verkauft.
Ebenfalls im Jahr 1896 erfolgte am nördlichen Ortsrand von Machtsum die Grundsteinlegung für die heutige Kirche, auch wurden von diesem Jahr an in Machtsum katholische Kirchenbücher geführt. Vom Herbst 1896 an hatte Machtsum mit Clemens Coers den ersten ortsansässigen Priester, davor wurde Machtsum durch Geistliche aus Borsum versorgt. Am 8. November 1896 wurde die neuerbaute Kirche durch Bischof Daniel Wilhelm Sommerwerck konsekriert, ihre Baukosten betrugen rund 36.000 Mark und wurden von der Machtsumer Bevölkerung aufgebracht. Die Statuen der heiligen Nikolaus, Simon Petrus und Paulus von Tarsus sowie ein Kruzifix wurden aus der Vorgängerkapelle übernommen. Auch Abbruchmaterial der alten Kapelle wurde beim Bau der neuen Kirche verwendet. Im gleichen Jahr wurde Machtsum auch eine selbstständige Kirchengemeinde.
Seit 1899 besteht der Friedhof neben der Kirche, vorher wurden die Verstorbenen aus Machtsum in Borsum bestattet. Ebenfalls 1899 schenkte ein Hofbesitzer der Kirche die Statue des heiligen Josef von Nazaret sowie den Kronleuchter. Von März bis Mai 1900 wurde die Orgel vom Orgelbauunternehmen P. Furtwängler & Hammer aus Hannover erbaut. 1909 folgte aus Eigenmitteln der Gemeinde der Bau des Pfarrhauses; 1910 zog der erste Pfarrer, der zuvor in einem aufgegebenen Hof in der Dorfmitte wohnte, dort ein. Am 1. Oktober 1925 erfolgte eine Umpfarrung der Kirchengemeinde Machtsum von Borsum nach Hüddessum.
Infolge des Zweiten Weltkriegs stieg die Zahl der Katholiken in Machtsum durch den Zuzug von Heimatvertriebenen aus den Ostgebieten des Deutschen Reiches an. 1965 wurde die Kirche renoviert und ihr Innenraum umgestaltet, dabei wurden die Kommunionbank, der Seitenaltar und die Kanzel entfernt. Ebenfalls entfernt wurden der Kronleuchter und das bisherige Ewige Licht, diese Ausstattungsgegenstände kamen 1996 jedoch wieder zurück in der Kirche. Am 2. Juli 1966 wurde die neurenovierte Kirche und ein gemäß der Liturgiereform des Zweiten Vatikanischen Konzils erneuerter Altar von Bischof Heinrich Maria Janssen konsekriert. 1977 bekam das Dach eine neue Eindeckung, 1978 wurden die Dekanate Borsum und Dinklar zum Dekanat Borsum-Dinklar zusammengeschlossen. Am 6. Dezember 1979 wurde die bisherige Kuratiegemeinde zur Pfarrei erhoben. 1986 wurden die Turmbekrönung und das Kreuz erneuert, und seit 1993 ist Machtsum ohne ortsansässigen Priester.
Am 1. Dezember 2002 ging das Dekanat Borsum-Dinklar im damals neu gegründeten Dekanat Borsum-Sarstedt auf. Seit 2008 wird der Unterhalt der Kirche durch den Förderverein St. Nikolaus Machtsum e. V. unterstützt. Seit dem 1. November 2014 gehört die Kirche zur Pfarrei St. Martinus, zu welcher außer den Kirchen St. Martinus in Borsum und St. Nikolaus in Machtsum auch die Kirchen und St. Georg in Adlum, St. Bernward in Hönnersum und St. Matthias in Hüddessum gehören. Die Pfarrgemeinde St. Nikolaus in Machtsum wurde in diesem Zusammenhang aufgehoben. In den Jahren zuvor bildeten diese Kirchen bereits die Seelsorgeeinheit Borsumer Kaspel. Informationen über die Geschichte der Kirche sind auch im Heimatmuseum in Borsum zu finden.

## Architektur und Ausstattung

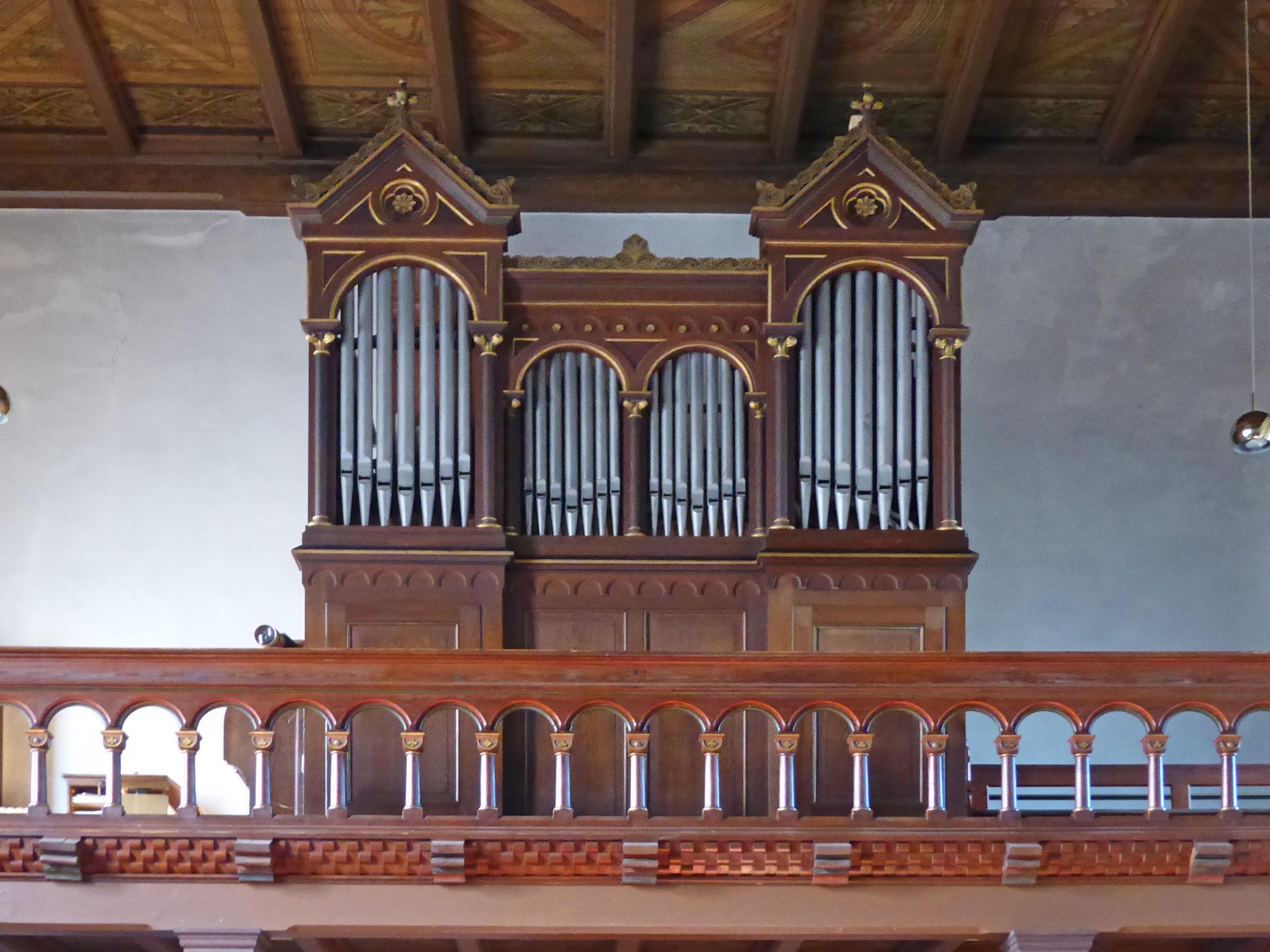
Orgel

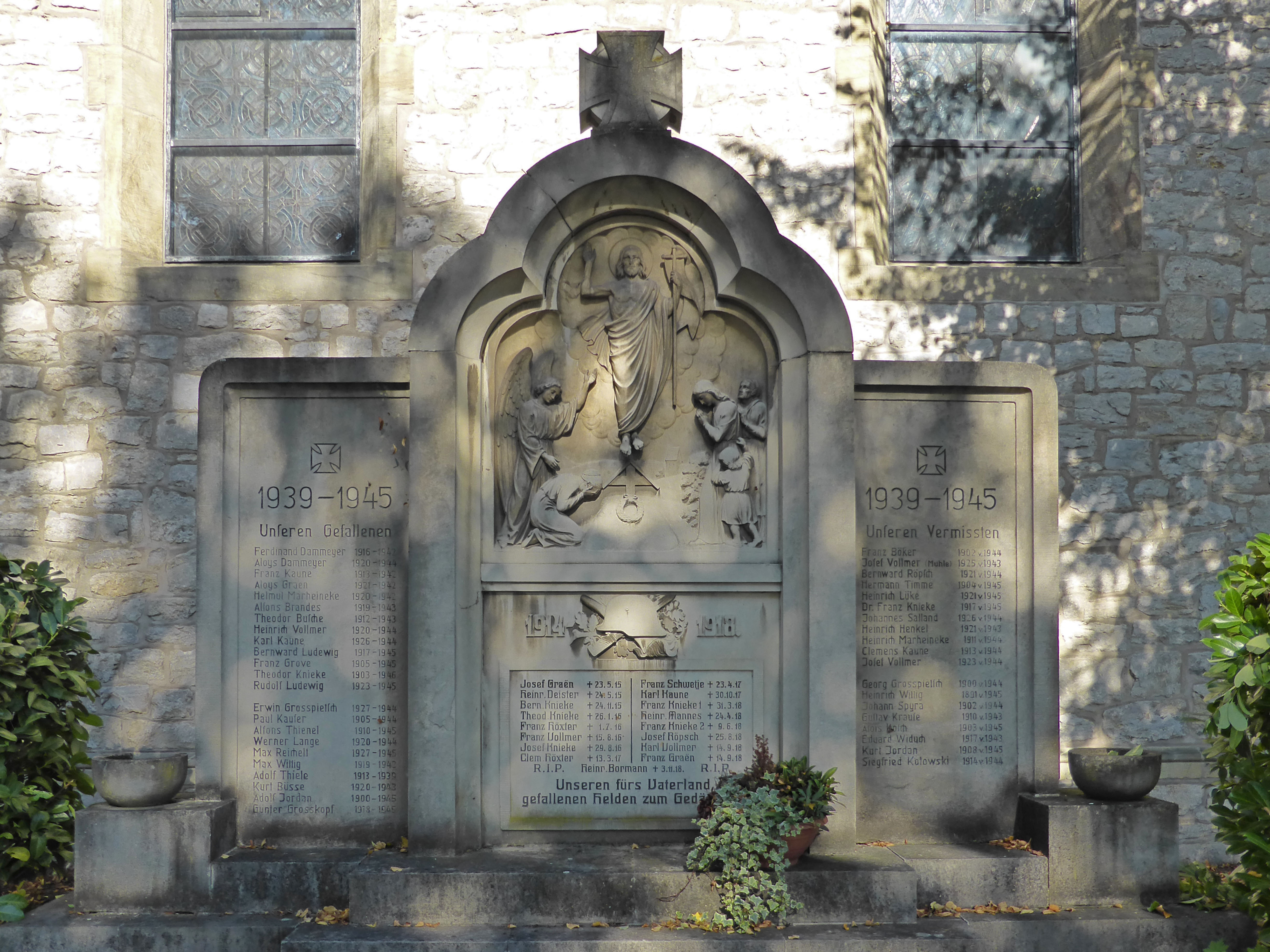
Kriegerdenkmal an der Kirche

Die geostete einschiffige Bruchsteinkirche wurde nach Plänen von Richard Herzig im Stil der Neuromanik erbaut und befindet sich in 84 Meter Höhe über dem Meeresspiegel. Über dem Eingangsportal stellt ein Relief das Lamm Gottes mit der Siegesfahne dar, darüber befindet sich in einer Mauernische eine Statue des heiligen Nikolaus.
Im Vorraum der Kirche zeigen zwei Reliefs Szenen aus dem Alten Testament, die Opferung Isaaks und Melchisedek. Das Kirchenschiff bietet 154 Sitzplätze und wird von einer flachen bemalten Holzdecke abgeschlossen. Unter der Orgelempore befinden sich der Beichtstuhl sowie ein Bild der Heiligen Familie, auf dem auch Gott der Vater sowie als Symbol für den Heiligen Geist eine Taube dargestellt sind. Die von P. Furtwängler & Hammer erbaute Orgel wurde nach einer Restaurierung durch die Orgelbauwerkstatt Florian Fay aus Braunschweig am Palmsonntag 2015 wieder in Dienst gestellt.
Die Statuen an den Seitenwänden stellen die heiligen Antonius von Padua, Bonifatius, Elisabeth von Thüringen und Josef von Nazaret dar, ferner haben eine Mondsichelmadonna sowie eine Herz-Jesu-Statue dort ihren Platz. Auch 14 Kreuzwegbilder hängen an den Seitenwänden. Links und rechts neben dem Altarraum befindet sich eine Kreuzigungsgruppe, an deren Balkenenden die vier Evangelistensymbole angebracht sind. Ferner der Taufstein sowie eine Pietà, vor der Opferkerzen aufgestellt werden können. Im Altarraum sind die Statuen der heiligen Petrus und Paulus angeordnet, über dem Altar hängt der 30-flammige Radleuchter. Altar und Tabernakel sind modern gestaltet. Das Deckengemälde in der Apsis zeigt Jesus Christus auf dem Thron, ein aufgeschlagenes Buch mit den Buchstaben Alpha und Omega (Α und Ω), der erste und der letzte Buchstabe des klassischen griechischen Alphabets, in seiner Hand. Sie sind ein Symbol für Anfang und Ende, damit für das Umfassende, für Gott. Links und rechts von Jesus sind ein Engel und der heilige Nikolaus, der Schutzpatron der Kirche, dargestellt.
An der südlichen Außenwand der Kirche erinnert ein Kriegerdenkmal an die 17 und 42 Gefallenen des Ersten und Zweiten Weltkriegs. Das Pfarrhaus wurde inzwischen an privat verkauft.